# Tipula (Eumicrotipula) andalgala
Tipula (Eumicrotipula) andalgala is een tweevleugelige uit de familie langpootmuggen (Tipulidae). De soort komt voor in het Neotropisch gebied.